# Neobrettus xanthophyllum
Neobrettus xanthophyllum is een spinnensoort in de taxonomische indeling van de springspinnen (Salticidae).
Het dier behoort tot het geslacht Neobrettus. De wetenschappelijke naam van de soort werd voor het eerst geldig gepubliceerd in 2003 door Christa L. Deeleman-Reinhold & Floren.